# Theodore Hall
Theodore Hall (New York, 20 ottobre 1925 – Cambridge, 1º novembre 1999) è stato un fisico statunitense, laureatosi all'età di soli 19 anni e in seguito emigrato nel Regno Unito.

## Biografia
All'età di 19 anni, Hall fu reclutato per il Progetto Manhattan, dove divenne il più giovane scienziato di Los Alamos.
Fu una spia per l'Unione sovietica nel campo delle armi atomiche, fornendo una dettagliata descrizione di Fat Man, una delle prime bombe atomiche degli Stati Uniti d'America, e di diversi processi per la purificazione del plutonio.